# Ірак
Іра́к (араб. العراق, Al-Irāq), офіційна назва Іра́кська респу́бліка (араб. جمهورية العراق, Jumhūrīyat Al-Irāq) — країна на південному заході Азії. Розташована в Месопотамії. Межує на півночі з Туреччиною, сході з Іраном, на південному сході з Кувейтом, на півдні із Саудівською Аравією, південному заході з Йорданією, на заході із Сирією, на півдні омивається Перською затокою.

## Географія

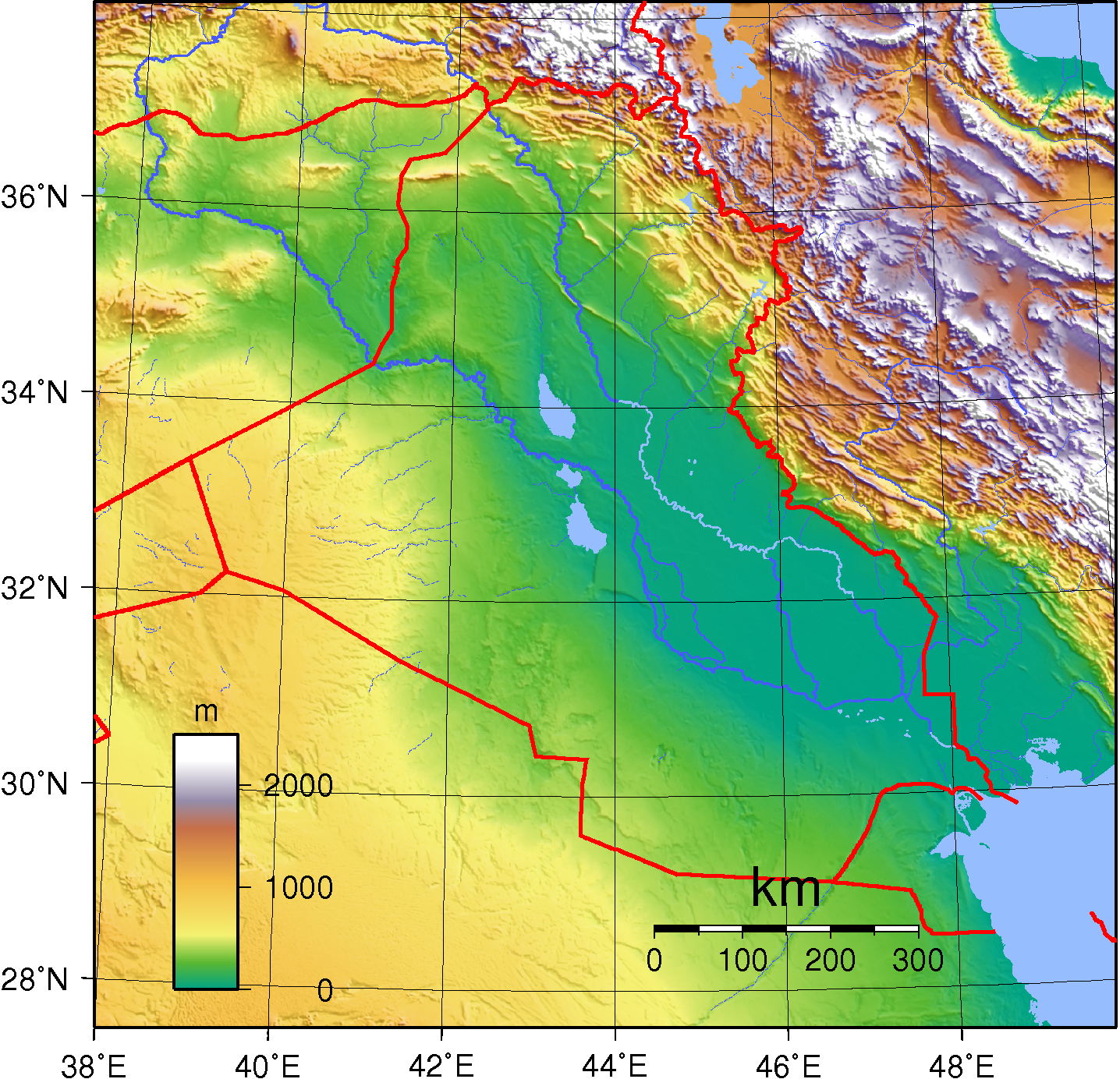
Топографічна карта Іраку

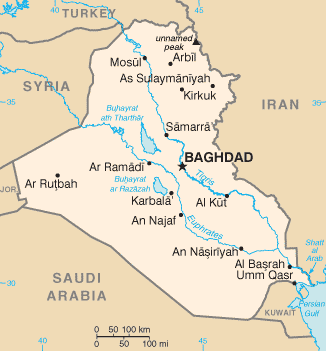
Карта країни з головними містами

Див. також: Географія Іраку.
- Площа країни — 437072 км²: земельні ресурси — 432162 км², водні ресурси — 4910 км².
- Сухопутні кордони — 3631 км: Іран 1458 км, Саудівська Аравія 814 км, Сирія 605 км, Туреччина 331 км, Кувейт 242 км, Йорданія 181 км.
- Берегова лінія — 58 км.
- Висотні крайнощі: найнижча точка — Перська затока 0 м, найвища точка — Чекаг Дар (Cheekah Dar) 3611 м.
- Землекористування: орна земля — 12 %; луги — 9 %, ліси та лісиста місцевість — до 1 %, інші площі 78 % (станом на 1993 рік).
- Зрошувані землі — 25500 км².

Саму територію Іраку виділяють чотири основних природні райони:
- гірська північ і північний схід,
- Верхня Месопотамія (рівнина Джазіра),
- алювіальні рівнини Нижньої Месопотамії,
- пустельне плато південного заходу.

Більшу частину території Іраку займає Месопотамська низовина. На заході розташоване Сирійсько-Аравійське плоскогір'я висотою до 900 м, на півночі — гірські хребти Вірменського та Іранського нагір'їв висотами 2000-3000 метрів. На території Іраку протікають дві найбільші річки Азії — Тигр та Євфрат, які зливаючись в нижній течії, утворюють річище Шатт-ель-Араб.

### Рельєф, ґрунти
- Гірський район розташований схід від долини річки Тигр. Північно-східне високогір'я починається безпосередньо на південь від лінії, умовно проведеної від Мосула та Кіркуку і продовживши її до кордону з Туреччиною та Іраном. Спочатку пагорби, розділяються широкими степовими ділянками, згодом переходять в гористу місцевість. За винятком декількох долин, гірські райони придатні лише для випасу худоби в передгір'я і степу, хоча помірна кількість опадів та окремі ділянки належних ґрунтів, роблять можливим вирощування деяких сільськогосподарських культур. Але найбільшою особливістю гірського району є великі нафтові родовища поблизу Мосулу і Кіркукта і історична територія-батьківщина більшості іракських курдів.

Північні гори являють собою відроги Східного Тавра, а північно-східні — хребта Загрос. Поверхня цього району поступово підвищується від долини Тигру на північний схід від 500 до 2000 метрів. Окремі гірські масиви піднімаються вище 2000 м над рівнем моря, а вершини у прикордонній зоні — вище 3000 м над рівнем моря. Тут на межі з Іраном знаходиться найвища безіменна вершина країни — 3607 метрів над рівнем моря. У гірському районі — складчасті гори з крутими схилами і зубчастими, розірваними гірськими гребенями, витягнуті паралельно ірако-турецького і ірако-іранського кордонів. Вони складені вапняками, гіпсами, мергелями і пісковиками і глибоко розчленовані численними водотоками басейну Тигру. Особливо виділяється ущелина Равандуз з гірським перевалом Шінек, по якій проходить дорога, що з'єднує Ірак з Іраном. На більш високих плато (від Ель-Джазіри) на північ від Тигру переважають каштанові ґрунти сухих і пустельних степів, а в самих горах північного сходу — гірничо-каштанові і гірничо-коричневі ґрунти.
- Верхня Месопотамія регіон плоскогір'я, між річками Тигр і Євфрат, відомий як Аль-Джазіра (що перекладається, як «на острові») і є частиною ширшої області, височини яка тягнеться на захід до Сирії по-між двома річками і закінчується уже в Туреччині. Це доволі складний кліматичний та географічний регіон, а мізерні, вимиті річками ґрунти та рельєфна складність для іригації дають змогу класифікувати значну частину цього регіону як напівпустельний.

Горбкувата рівнина Ель-Джазіра (в перекладі «острів») розташована на межиріччя середньої течії річок Тигр та Євфрат на північ від міст Самарра (на річці Тигр) і Гіт (на річці Євфрат) і підвищується у північному напрямку приблизно від 100 до 450 м над рівнем моря Місцями рівнинний характер місцевості порушується невисокими горами. На сході субмеридіанально витягнуті хребти Макхуль і Хамрін (з вершиною 526 м над рівнем моря), а на північному заході субширотно розтягнуті — більш високі гори Синджар (з вершиною Шельміра висотою 1460 м над рівнем моря). Рівнина глибоко розчленована численними руслами ваді, стік яких спрямований у Євфрат або в внутрішні западини і озера. Тигр і Євфрат у межах Ель-Джазіри течуть у вузьких долинах, найбільш глибоко врізаних на півночі і північному заході. На південному заході країни, в межиріччі Тигру та Євфрату, особливо на північ від Багдада, і на лівобережжі Тигра широко поширені сіроземи субтропічних степів і напівпустель, часто засолені. На більш високих плато Ель-Джазіри переважають каштанові ґрунти сухих і пустельних степів
- Пустельна зона, район, що лежить на захід і південному-заході від річки Євфрат, є частиною Сирійської пустелі, яка охоплює країни: Сирію, Йорданію та Саудівську Аравію. Регіон цей малозаселений, здебільшого кочівниками, складається з широкого кам'янистого плато перемежованого рідкісними піщаними ділянками. Тут існує розгалужена структура ваді — водотоків, які є сухими більшу частину року, які зачинаються від кордонів країни й тягнуться до Євфрату.

Південно-західний пустельний район є продовженням Сирійсько-Аравійського плато, його поверхня поступово знижується у напрямку до долини річки Євфрат і на південь від 700—800 м на заході до 200—300 м на сході і на півдні. Над щебнисто-гальковою поверхнею підносяться плоскі вершини, пагорби і височини, іноді зустрічаються піщані пустелі і дюнні поля. Плато відокремлено від алювіальної рівнини чітким виступом висотою до 6 м.
- Нижня Месопотамія простягається на південний схід аж до Перської затоки і має довжину близько 500 км, а загальна площа становить 120 тисяч км², складена алювіальними відкладеннями і характеризується плоским рельєфом. Її абсолютні висоти зазвичай менше 100 м над рівнем моря (на півночі в районі Багдада — 40 м, на півдні біля Басри — 2-3 м). Одноманітний рельєф місцями порушується природними береговими валами, та численними протоками, іригаційними і дренажними каналами. На багатьох ділянках днища Тигру та Євфрату підняті над прилеглої місцевістю, ухил русел обох річок незначний, тому стік ускладнений і на південному сході утворилися великі болота, тому саме Нижня Месопотамія рясніє озерами.

Тигр і Євфрат також виносять собою велику кількість солі, що спричинялося неправильним користуванням землею, часом надмірного зрошення і затоплення земельних ділянок, їх виснаження та екологічного забруднення. На додачу до цього, високі ґрунтові води та збіднені поверхневі води і підземні дренажні потоки схильні концентрувати солі поблизу поверхні ґрунту. Загалом, засолення ґрунтів зростає від Багдада, на південь до Перської затоки і серйозно обмежує продуктивність праці в регіоні на південь від Аль-Амарі. Така надмірна солоність знаходить своє відображення у частині озер в центральному Іраку і на півдні країни.

### Клімат
Клімат Іраку субтропічний середземноморський з жарким сухим літом і теплою дощовою зимою. Літні температури в середньому перевищують 40 °C на більшій частині країни і часто перевищують 48 °C. Зимові температури рідко перевищують 21 °C із максимумами приблизно від 15 до 19 °C, із нічними мінімумами — від 2 до 5 °C. Як правило, опадів мало; у більшості місць випадає менше 250 мм на рік, при цьому максимальна кількість опадів припадає на зимові місяці. Дощі влітку випадають рідко, за винятком північних районів країни. Північні гірські регіони мають холодні зими з інколи сильними снігопадами, що спричиняють значні повені.
Ірак дуже вразливий до зміни клімату. Країна страждає від підвищення температури, зменшення кількості опадів та від дедалі більшого дефіциту води для населення, яке зросло в десять разів у 1890—2010 роках і продовжує зростати.

### Геологія й корисні копалини
Див. також: Геологія Іраку.
Ірак розташований на стику Середземноморського геосинклінального пояса з аравійською частиною Африканської (Африкано-Аравійської) платформи і включає три основних елементи: північно-східну частину Африканської платформи, Месопотамський крайовий прогин та зовнішню міогеосинклінальну зону Загросу. Сейсмічність Іраку відрізняється надзвичайною контрастністю і нерегулярністю сейсмічного режиму. Найбільш високосейсмічна зона хребта Загрос.
Більша частина країни являє собою окраїну Африкано-Аравійської платформи, де розвинені недислоковані осадові відклади фанерозойського чохла потужністю 6,0-7,5 тисяч метрів. Головна частина платформної частини — антекліза Рутба, в ядрі якої на поверхню витіснені тріасові строкаті континентальні осади, глибина залягання докембрійського фундаменту у склепінчастій частині антеклізи Рутба 2-3 км. Месопотамський крайовий прогин (північно-східна частина країни) створений потужною товщею теригенних, карбонатних та гідрохімічних осадів олігоцен-антропогенового віку. Потужність осадового мезозойсько-кайнозойського чохла становить 12-15 тисяч метрів. Зона Загросу (на крайньому північному сході країни) характерна складною лускувато-насувною будовою і розвитком вузьких і довгих (до 300 км) асиметричних складок утворених флішевими та карбонатними породами крейди-палеогену. Насувна зона має ширину 10-12 км, являє собою три насунені одна на одну пластини відкладів крейдового і палеогенового періоду.
Залізо — загальні запаси залізних руд невеликі (близько 30 мільйонів тонн). Родовища належать до осадового і скарнового типів. Поліметали — родовища свинцево-цинкових руд належать до скарнового і гідротермально-метасоматичного типів. Запаси свинцю і цинку в перерахунку на метал відповідно становлять 25 і 145 тисяч тонн. Фосфорити — запаси P2O5 в Іраку становлять 5,4 % від світових. Ірак володіє великими ресурсами фосфору в фосфоритах. Ресурси зернистих фосфоритів в країні станом на 1998 р становлять 2,13 % світових (бл. 0,8 млрд т). Найбільші родовища — Акашат і Ер-Рутба, які представлені пластами потужністю 0,5-10 м. Розвідані багаті родовища фосфоритів Ер-Рутба, що містять також уран. Сірка — за запасами самородної сірки (запаси — близько 250 мільйонів тонн), Ірак займає одне з провідних місць у світі. Багаті родовища сірки локалізовані в Месопотамському крайовому прогині в районі Мосула. Родовища сірки — Мішрак, Ель-Фатха і Лазага, укладені в карбонатних відкладах міоцену у вигляді пластоподібних тіл сумарною потужністю близько 70 метрів. Сіль — на півночі, в межах складчастої зони, розташовані родовища кам'яної солі, які розробляються для місцевих потреб. Буровугільні родовища розвідані в районі Кіркука, Заху і в горах Хамрін, бітуму поблизу Мосула. Виявлені також срібло, хром, марганець, уран, в Іраку є величезні запаси таких будівельних матеріалів, як мармур, вапняк, кварцовий пісок, доломіт, гіпс, глини різних типів.

### Гідрологія країни та узбережжя
Річки Тигр і Євфрат, що перетинають усю країну, найповноводніші на Близькому Сході, відіграють важливу роль у господарстві Іраку.
- Євфрат бере початок від злиття річок Карасу і Мурат, витоки яких знаходяться на Вірменському нагір'ї в Туреччині, далі через територію Сирії потрапляє в межі Іраку. Довжина Євфрату (від витоків річки Мурат) близько 3060 кілометрів. У верхній течії Євфрат — бурхлива гірська річка, в Сирії її швидкість трохи сповільнюється, поблизу сирійсько-турецького кордону ширина русла 150 м, а швидкість течії 1,5-2 м/с. Перепад висот становить в середньому 1 м на 1 км. Після міста Гіт ширина річки стає близько 1,5 км при середніх глибинах 2-3 м, течія спокійна при перепаді висот менше 9 см на 1 км. При злитті Євфрату з Тигром утворюється повноводний потік Шатт-ель-Араб довжиною близько 190 км, що впадає в Перську затоку. Пік паводка припадає на квітень — червень, коли тане сніг у горах, а обміління припадає на серпень — жовтень.
- Тигр довжиною 1850 км бере початок з озера Хазар на Вірменському нагір'ї в Туреччині і тече майже 1500 км по території Іраку. У своєму середньому плині ця досить бурхлива річка має вузьке русло, що пролягає через ряд гірських хребтів північного Іраку. У межах Месопотамської низовини ширина русла коливається від 120 до 400 м, а глибина від 1,5 метра до декількох метрів. Швидкість течії близько 2 м/с. На відміну від Євфрату Тигр має багатоводні притоки, які беруть початок у горах північно-східного Іраку, найбільші з них — Великий Заб і Малий Заб, Діяла, Керхе, Ель-Узайм. Кількість води в Тигрі значно збільшується з жовтня по березень, а пік повені припадає на квітень, рідше — березень, тоді як обміління припадає на серпень — вересень.
- Паводки в Іраку часто бувають катастрофічними і завдають серйозний економічних збитків. Річки Євфрат, Тигр і Шатт-ель-Араб несуть велику кількість наносів, які відкладаються на заплаві під час паводків. Разом з мулистими опадами внаслідок високої випаровуваності щорічно відкладається на поверхні ґрунту до 22 млн тонн хімічних речовин. Як результат — на південь від Багдада збільшується засолення ґрунтів, що істотно обмежує сільськогосподарську діяльність, особливо на південь від 32° північної широти.
- Ваді — розгалужена система пересохлих водотоків доволі характерні гідро-об'єкти на мапі країни. Вони є сухими більшу частину року — найбільші з них починаються від сирійського кордону й тягнуться до Євфрату. Деякі ваді мають довжину понад 400 км і оживають на короткий час, лише під час зливових паводків зимових дощів. Частина ваді розташовані на рівнині Джазіра, поміж Тигра та Євфрату, й являють собою висохлі старі русла цих річок чи колишні іригаційні системі предків іракців.
- Озера — ще одна гідрологічна особливість Іраку. Більшість озер знаходяться в поймі Месопотамської низовини. Частина з них це розчищені болотні ділянки, а частина природні заплавні луки, що були затоплені після численних паводків. Більшість озер відіграють важливу гідрологічну функцію, вони забирають та акумулюють значні водні ресурси, під час періоду розливу річок Тигр та Євфрат, саме таким чином користалися предки теперішніх іракців в боротьбі за своє існування з цими неспокійними річками. Ще з давніх-давен численні канали тягнулися до таких водойм й збагачували їх водою, роблячи тим самим ще й запаси води на спекотний період. Найбільші озера — Тартар, Ель-Мільх, Ель-Хаммар, Ес-Саадія, Ель-Хаббанія.
- Канали — чергові гідрологічні об'єкти, якими користаються іракці повсякдень. Ці, створені людиною, гідрологічні споруди ще з давніх часів виконували особливі функції в іракському суспільстві, тому й на сьогоднішній день канали не забуті, а ще більше розвиваються. Найбільші з них — Гіндьяг канал, Шатт Ель-Гілла, Ас-Самава.

### Флора і фауна
В Іраку найпоширеніша субтропічна степова і напівпустельна рослинність, найхарактерніша для західних, південно-західних і південних районів (на захід і на південь від долини Євфрату), яка представлена в основному полином, солянками, верблюжою колючкою, джузгуном, астрагалами. В Ель-Джазірі і на північному сході країни переважає степова ксерофітна і ефемерова-різнотравна рослинність. Вище 2500 м поширені літні пасовища з гірським різнотрав'ям. У горах на півночі і північному сході країни збереглися масиви високогірних-дубових лісів, у яких переважають дуби, тамарикс, сосна, дика груша, фісташка, ялівець, а біля підніжжя гірських хребтів поширені колючі чагарники. В заплавах Євфрату, Тигру і його приток трапляється тугайна лісова рослинність з чагарниковим підліском, до якої належать тополі, верби, кипарис. На південному сході країни великі заболочені масиви зайняті очеретяними чагарниками і солончаковою рослинністю та значні площі відводяться під плантації фінікової пальми.
Тваринний світ Іраку небагатий, у степах і напівпустелях зустрічаються газель, шакал, смугаста гієна. Широко поширені гризуни і плазуни, у тому числі варан і отруйна змія кобра. По берегах річок селиться багато водоплавної птиці — фламінго, пелікани, качки, гуси, лебеді, чаплі. В річках та озерах водиться різноманітна риба, а промислове значення мають коропи, соми . У Перській затоці ловлять ставриду, макрель, баракуду, креветок. Особливі кліматичні та географічні умови сприяють значному поширенню в країні комах, різних їх видів. Найбільшою проблемою, всіх часів, в Іраку вважаються комахи, особливо комарі і москіти, які стають розносниками малярії та інших захворювань.

## Історія
Див. Історія Іраку.

### Модерний Ірак
- поразка та розпад Османської імперії дозволили британцям під час Першої світової війни заволодіти землями Іраку;
- Каїрська конференція 1921 року, рішення плебісциту того ж року та антианглійський супротив очолений Абу-т-Тімманом призвели до здобуття повної незалежності у 1932 році;
- до того часу — королівство, Ірак став республікою в 1958;

### Баасистський Ірак
- Партія Баас прийшла до влади в результаті перевороту у 1968 р;
- у 1979 Саддам Хусейн аль Тікріті прибрав владу і став президентом Іраку;
- у 1980—1988 — Ірано-іракська війна;
- у 1990 Хусейн вторгся й анексував Кувейт, що викликало війну в Перській затоці в 1991; Кувейт було визволено силами союзників, але Саддам Хусейн залишився при владі;
- у 1992 ООН оголосила південний Ірак зоною, закритою для польотів, щоб захистити шиїтів. Вторгнення Іраку в цю зону дало можливість бомбардування США стратегічних об'єктів Іраку; президент Клінтон також віддавав наказ про бомбардування Іраку в 1993.
- у 2003 США без згоди НАТО почали війну з Іраком. Формальною підставою для війни стали не підтверджені ЦРУ дані про наявність в Іраку зброї масового знищення. В результаті війни режим Саддама Хусейна було скинуто, Саддама Хусейна було страчено через повішення 30 грудня 2006 р. 30 січня 2005 пройшли перші за 50 років вільні вибори.

### Ірак після вторгнення
- 7 березня — парламентські вибори в Іраку 2010

У листопаді 2021 року прем’єр-міністр Іраку Мустафа аль-Казимі пережив невдалу спробу вбивства.

## Державний устрій
Відповідно до чинної Конституції Ірак — демократична федеративна парламентська республіка. Федеральний уряд складається з виконавчої, законодавчої та судової гілок влади, а також численних незалежних комісій. 

### Політичні партії
- Сунітський блок Іраку
- Іракський фронт національного діалогу

### Зовнішня політика
Ірак є переважно мусульманською та арабською державою, тому велике місце в його зовнішній політиці посідають стосунки з ісламськими та арабськими країнами. Ірак є членом ЛАД та ОІС.
У часи, коли Іраком керувала арабська соціалістична партія Баас (1958-2003), країна розвивала тісні зв'язки з СРСР та його союзниками. Ірак має також розвинені зв'язки з країнами західного світу, найбільшими країнами Азії, Африки та Америки.
Дипломатичні відносини між Іраком та Україною були встановлені у 1992 р.
- Українсько-іракські відносини

## Адміністративний устрій

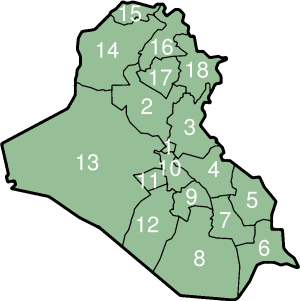
Мухафази Іраку

Ірак має 18 провінцій (мухафаз).
| №  | Мухафазах    | Адміністративний центр | Площа, км² | Населення, (2011), осіб | Щільність, осіб/км² |
| -- | ------------ | ---------------------- | ---------- | ----------------------- | ------------------- |
| 1  | Багдад       | Багдад                 | 734        | 7055200                 | 9611,99             |
| 2  | Салах-ед-Дін | Тікрит                 | 24751      | 1408200                 | 56,89               |
| 3  | Діяла        | Баакуба                | 19076      | 1443200                 | 75,66               |
| 4  | Васит        | Ель-Кут                | 17153      | 1210600                 | 70,58               |
| 5  | Майсан       | Ель-Амара              | 16072      | 971 400                 | 60,44               |
| 6  | Басра        | Басра                  | 19070      | 2532000                 | 132,77              |
| 7  | Ді-Кар       | Ен-Насирія             | 12900      | 1836200                 | 142,34              |
| 8  | Мутанна      | Ес-Самава              | 51740      | 719 100                 | 13,90               |
| 9  | Кадісія      | Ед-Діванія             | 8153       | 1134300                 | 139,13              |
| 10 | Бабіль       | Хілла                  | 6468       | 1820700                 | 281,49              |
| 11 | Кербела      | Кербела                | 5034       | 1066600                 | 211,88              |
| 12 | Наджаф       | Ен-Наджаф              | 28824      | 1285500                 | 44,60               |
| 13 | Анбар        | Ер-Рамаді              | 138 501    | 1561400                 | 11,27               |
| 14 | Найнава      | Мосул                  | 37323      | 3270400                 | 87,62               |
| 15 | Дахук        | Дахук                  | 6553       | 1128700                 | 172,24              |
| 16 | Ербіль       | Ербіль                 | 14471      | 1612700                 | 111,44              |
| 17 | Кіркук       | Кіркук                 | 10282      | 1395600                 | 135,73              |
| 18 | Сулейманія   | Сулейманія             | 17023      | 1878800                 | 110,37              |
|    | Всього       |                        | 434 128    | 33330600                | 76,78               |

## Економіка
Див. Економіка Іраку
Ірак — аграрно-індустріальна країна. На початку XXI ст. Ірак був країною з регульованою державою капіталістичною економікою, основа якої — видобуток нафти. Державний сектор повністю контролював нафтову промисловість і енергетику. Високорозвинуті такі галузі промисловості, як нафтовидобувна, нафтопереробна, газова, цементна, металургійна, електроенергетика, машинобудування та ін. Є завод з виробництва двигунів, азотних добрив, сільськогосподарських машин, а також електротехнічний і металургійний заводи, фабрика з виробництва верхнього одягу, кустарні промисли. У сільському господарстві переважає екстенсивне землеробство. Головні продовольчі культури — пшениця, ячмінь, рис, овочі, цитрусові, тютюн, бавовна. Розводять велику рогату худобу, овець, кіз. У країні ведуться роботи з іригації та механізації сільськогосподарського виробництва, а також створення великих агропромислових комплексів. Транспорт: автомобільний, морський, річковий, частково — залізничний, розвинений трубопровідний. Основні іракські порти в Перській затоці — Басра, Умм-Каср, Фао та Ез-Зубайр. Річковий порт — Багдад. Країна має два міжнародних аеропорти — в Багдаді та Басрі і понад 100 місцевих летовищ (в Хадіті, Кіркуці, Мосулі і інш.).
Крім нафтової важливі галузі державного сектора — металообробка, електроенергетика, газова, цементна, текстильна, електротехнічна і харчова промисловість, виробництво синтетичного волокна, збірка вантажних машин, автобусів і моторів. Більшість великих і високотехнологічних підприємств, побудованих переважно іноземними компаніями, знаходяться головним чином в околицях Багдада, в Мосулі і Басрі.
Щорічно в Іраку виробляється близько 28,4 млрд кВт·год (1998) електроенергії, причому 97,7 % за рахунок переробки нафти і газу, 2,1 % за рахунок використання гідроресурсів.
З урахуванням фактору війни в Іраку 2003 р. слід очікувати, що промисловість країни (г.ч. нафтова) надалі значною мірою контролюватиметься ТНК США, Великої Британії та частково ін. країн Коаліції (бл. 40 країн, включно з Польщею та Україною).
Див. також: Корисні копалини Іраку, Історія освоєння мінеральних ресурсів Іраку, Гірнича промисловість Іраку.

### Сільське господарство
Площі, придатні для землеробства, складають бл. 5450 тис. га (1/8 території Іраку). До 4000 тис. га зайнято пасовищами. Інші землі виведені з сільськогосподарського обороту через посушливі умови й засолення ґрунтів, у тому числі зумовленого недостатнім дренажем раніше зрошуваних угідь. Головні сільськогосподарські культури — пшениця, ячмінь і рис. Під них відведено половину орних угідь, загалом у краще зволожених північних районах. Великі площі в долинах річок відведені під плантації фінікової пальми. Тваринництво базується на розведенні овець і кіз, у меншій мірі великої рогатої худоби, і розвинене в гірських районах.

## Інфраструктура

### Транспорт
Головний вид транспорту — автомобільний.

## Демографія

### Етнічний склад
За оцінками на 2016 рік в Іраку приблизно 37.2 млн жителів.
| Етнос                | % від населення |
| -------------------- | --------------- |
| Араби                | 72,8 %          |
| Курди                | 21,1 %          |
| Ассирійці та вірмени | 2,1 %           |
| Туркмени             | 2 %             |
| Інші                 | 2 %             |

### Релігія в країні
Згідно з деякими джерелами, шиїти в Іраку представляють 60 % населення, суніти — 29 % (очевидно, мається на увазі тільки мусульманське населення). За іншими джерелами (перепис 1997 року, результати якого були передані в ООН), у країні, навпаки, сунітів 66 %, а шиїтів 34 %.
Перепис 1997 року не проводився в трьох провінціях Іракського Курдистану, через що його результати ставляться під сумнівом низкою експертів.
За Садама Хусейна шиїти були в меншій мірі представлені в органах влади, і США перед вторгненням розраховували на їх підтримку. Однак, незважаючи на заклики здебільшого шиїтського духовенства до нейтралітету по відношенню до окупаційної влади, шиїтське населення почало поступово політизуватися і розпочало джихад проти американців і колабораціоністів. Центром кристалізації шиїтського Опору стала так звана Армія Махді, формально очолювана шиїтським лідером Муктадом-ас-Садром.
В Іраку живе 850 тисяч ассирійців. Після падіння режиму Саддама Хусейна в 2003 р відбулися викрадення і вбивства ассирійців, та підпалення їхніх храмів.

## Культура

### Музична культура
Серед сучасних жанрів музики в Іраку прижився зокрема важкий метал. Одним із найвідоміших іракських метал-гуртів є Acrassicauda.

## Спорт
Збірна команда Іраку з футболу — чемпіон Азії 2007 року.